# Cố định đạm
Cố định đạm (thường được gọi là cố định nitơ) là quá trình biến đổi nitơ tự do (N2) trong khí quyển thành các hợp chất có nitơ.
Sản phẩm ban đầu của quá trình này rất đa dạng: có thể là muối NH3, từ đó tạo nên amoni (NH4+) hoặc nhiều hợp chất khác. Điều này rất quan trọng vì nitơ tự do trong khí quyển là khí trơ, trong cấu tạo phân tử nó có liên kết ba giữa 2 nguyên tử rất bền vững, rất khó phản ứng với các hóa chất khác để tạo ra hợp chất mới, trong khi mà nguyên tố nitơ lại vô cùng cần thiết cho toàn bộ các loài thực vật, động vật cũng như nhiều dạng sống khác để tạo nên các hợp chất có vai trò sống còn cho mọi sinh vật như nucleotide trong DNA và RNA và các amino acid trong protein, ATP v.v.
Quá trình cố định nitơ trong tự nhiên thường diễn ra theo nhiều con đường khác nhau:
1. Con đường lí - hoá do tia chớp và phản ứng quang hoá.
2. Con đường sinh học do các vi sinh vật đặc biệt.

Con đường thứ nhất còn được gọi là "con đường phi sinh học";con đường thứ hai gọi là "con đường sinh học".

## Cố định phi sinh học

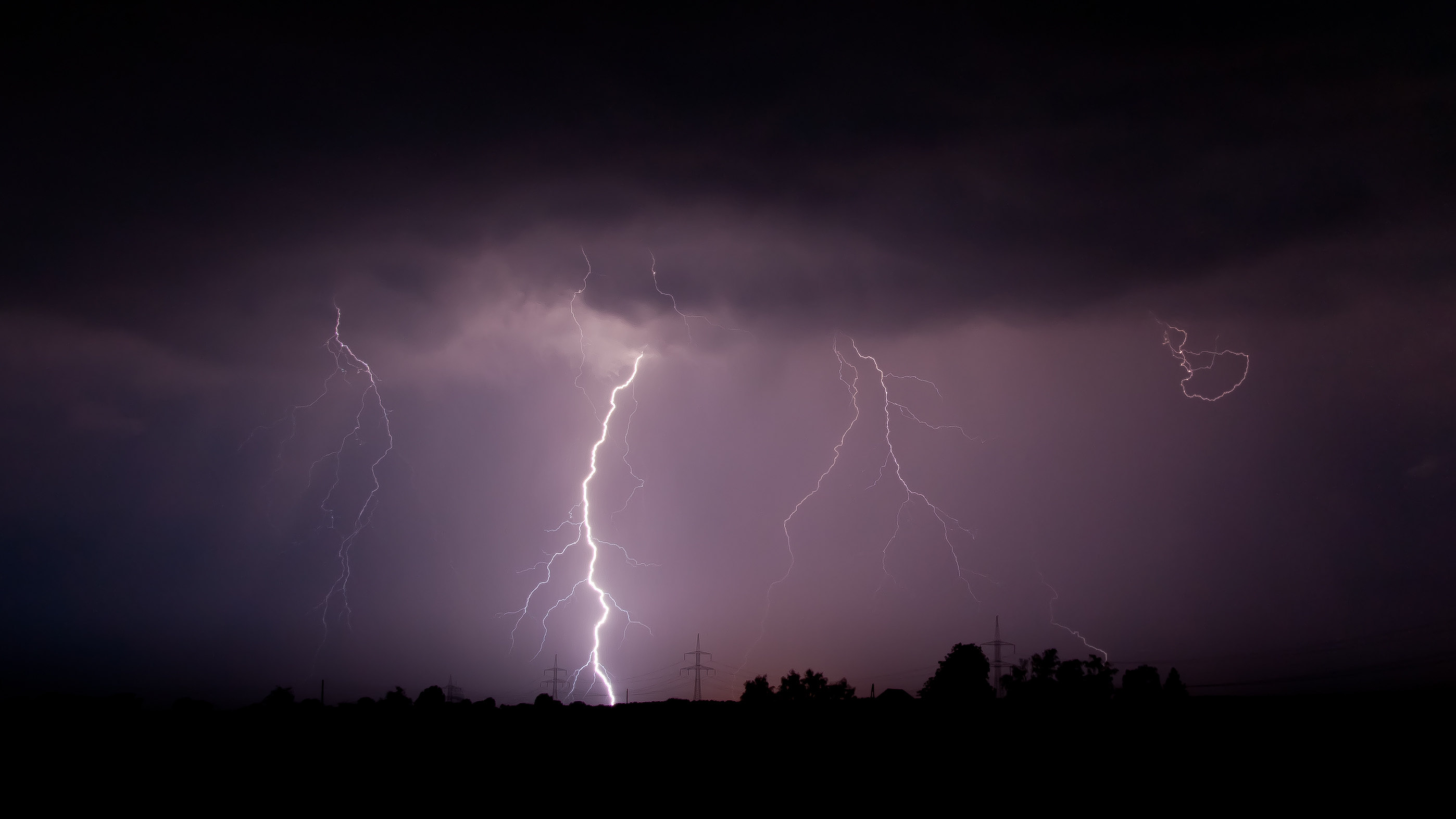
Tia chớp tổng hợp nên hợp chất nitơ.

Nitơ có thể được cố định bằng cách kết hợp với oxy thành dạng NOx (nitrogen oxides), nhờ tác động của tia chớp (tia sét) sau đó kết hợp với nước tạo ra muối nitrit hoặc tạo nên axit nitric (HNO3) thấm xuống đất, tạo ra nhiều loại muối ở dạng nitrat cây rất dễ hấp thu. Sét thừa đủ năng lượng phá vỡ liên kết ba giữa 2 nguyên tử nitơ. Bởi thế, nông dân Việt Nam từ xa xưa đã có câu:
"Lúa chiêm lấp ló đầu bờ
Hễ nghe tiếng sấm phất cờ mà lên".

## Cố định sinh học

Chu trình nitơ.